# Théocentrisme

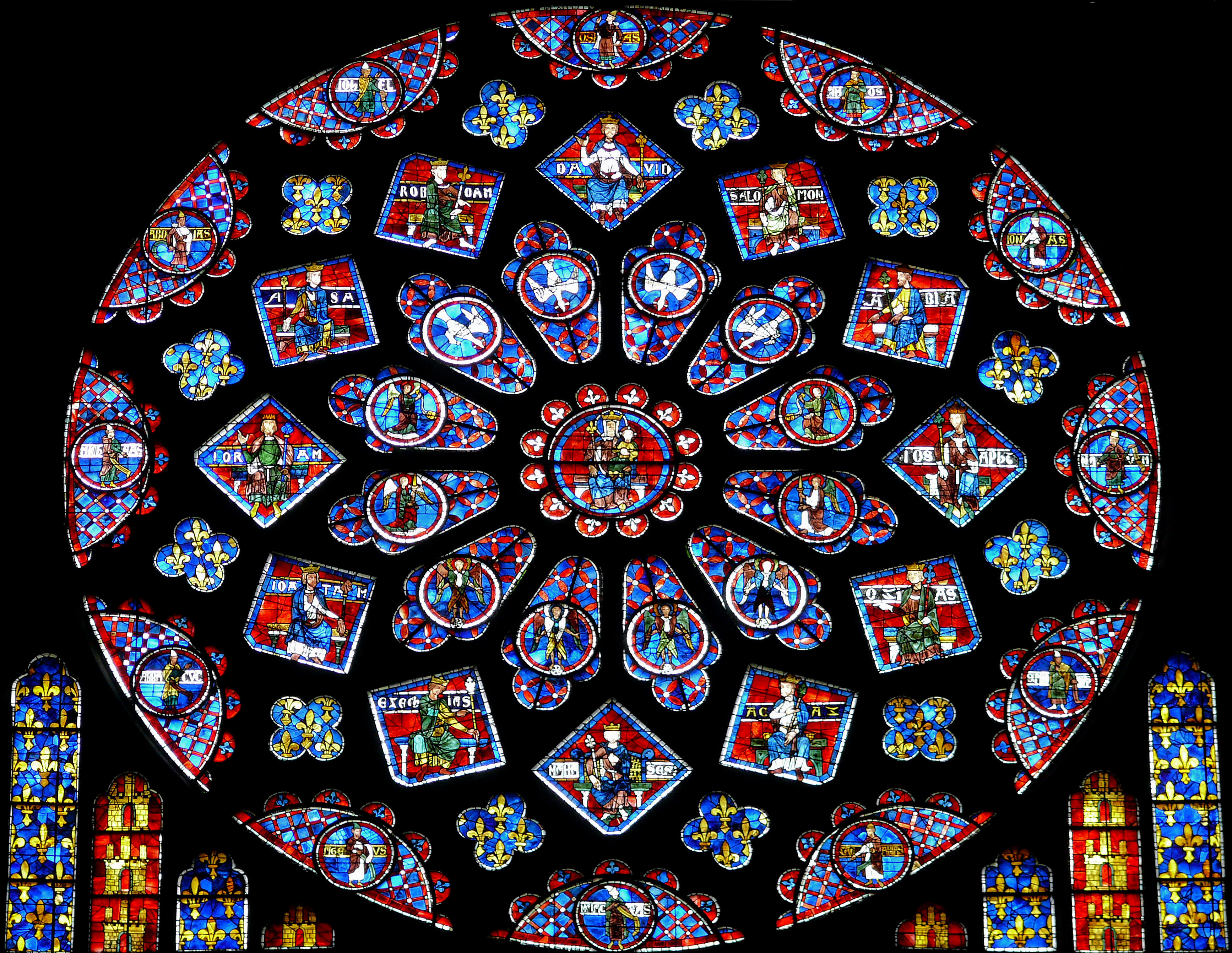
Rose du transept Nord de la cathédrale de Chartres.

Le théocentrisme est la croyance selon laquelle Dieu est l'aspect central de la vie humaine, par opposition à l'anthropocentrisme, par exemple. 

## Concept

### Théologie du christianisme
Dans la théologie chrétienne, le théocentrisme a parfois été utilisé pour décrire des théologies qui mettent l'accent sur Dieu le Père, par opposition à celles qui mettent l'accent sur le Christ (christocentrisme) ou l'Esprit saint (pneumocentrisme). Ce point de vue rencontre une résistance chez certains théologiens au motif que cela pose un défi à la  Trinité. L'un de ces théologiens est Carl Baaten qui dit: « Si l'on peut parler de Dieu qui est vraiment Dieu en dehors de Christ, il n'existe en effet aucune raison pour la doctrine de la Trinité. Une sorte d'unitarisme conviendra ». Paul F. Knitter, dans sa défense en tant que chrétien théocentrique, dit que cela dépend de la façon dont est considérée l'unité entre Dieu et Jésus-Christ dans la Trinité. Il dit que « nous ne pouvons pas aussi nettement ou exclusivement affirmer que le Logos/Christ est Jésus. L'activité d'« incarnation » du Logos est réalisée mais ne se limite pas à Jésus. Le Dieu manifesté dans et en tant que Jésus de Nazareth est le seul vrai Dieu ».
Toutefois, le terme peut prêter à confusion car « théocentrisme » peut également se référer à une théologie qui ne se centre pas sur une quelconque personne de la Trinité, mais insiste plutôt sur la Divinité entière dans son ensemble. Les théologies qui se focalisent sur le Père sont parfois appelés « paterocentristes » à la place.
Ce concept est populaire dans le christianisme, le judaïsme et l'Islam.

## Source de la traduction
- (en) Cet article est partiellement ou en totalité issu de l’article de Wikipédia en anglais intitulé « Theocentricism » (voir la liste des auteurs).